# Lee Choo Neo
Lee Choo Neo (en chinois 李珠娘 ; en pinyin Lǐ Zhū Niáng), née le 7 septembre 1895 à Singapour, morte le 7 septembre 1947, est la première femme médecin à exercer à Singapour.
Elle est d'abord chirurgienne à Singapour, dirigeant deux services en hôpital. Elle crée ensuite et dirige une clinique. En parallèle, elle est l'une des fondatrices et la secrétaire honoraire de l'Association des femmes chinoises de Malaisie. Membre du Comité du mariage chinois, elle contribue à préparer le terrain pour l'abandon de la polygamie.

## Biographie

### Jeunesse, formation
Lee Choo Neo naît le 7 septembre 1895 à Singapour. Son père, Lee Hoon Leong, est un marchand. Sa mère est la deuxième épouse de son père, Mak Hup Sin. Lee Choo Neo est également la tante de Lee Kuan Yew, le futur premier Premier ministre de Singapour, dont le père est son demi-frère Lee Chin Koon.
Lee Choo Neo fréquente l'école de filles chinoises de Singapour et le lycée Raffles Institution. Lee Choo Neo obtient en 1911 le certificat senior de Cambridge, étant la première jeune chinoise de la région à obtenir ce diplôme ; elle est ensuite diplômée du King Edward VII College of Medicine de Singapour, en 1919,.

### Chirurgienne, fondatrice de clinique
Elle est d'abord chirurgienne adjointe, supervisant deux services pour femmes à l'Hôpital général. Lee Choo Neo épouse Teo Koon Lim le 21 septembre 1922. Ils ont un fils, Lionel Teo Cheng Ann, et deux filles, Eileen Teo Cheng Sim et Winnie Teo Cheng Kim. Après plusieurs années au service du gouvernement, elle démissionne et suit son mari qui a ses affaires à Kuala Lumpur. Mais elle retourne à Singapour en 1930 et elle y ouvre sa propre clinique Lee Dispensary sur Bras Basah Road, spécialisée dans les soins liés à la maternité.

### Association des femmes
En plus de son travail médical, Lee Choo Neo est l'une des fondatrices de l'Association des femmes chinoises de Malaisie, plus tard appelée Association des femmes chinoises, fondée en 1915, qui collecte des fonds pour la guerre, enseigne les compétences ménagères, introduit les sports de plein air et parraine un foyer d'accueil pour femmes à risque,. Elle est secrétaire honoraire de cette association pendant de nombreuses années.
En 1925, elle et deux autres femmes sont nommées au Comité du mariage chinois, qui enquête sur la nécessité de lois régissant le mariage et le divorce chinois dans les établissements de la région. Le Comité chinois du mariage constate que les femmes veulent mettre fin à la polygamie, contrairement aux hommes ; leurs conclusions constituent un préliminaire à l'adoption en 1961 de la Charte des femmes, qui interdit la polygamie.

### Décès; hommages
Lee Choo Neo meurt le 7 septembre 1947 ; elle est enterrée à Singapour dans le cimetière chinois de Bukit Brown.
Le Temple de la renommée des femmes de Singapour est créé en 2014 ; Lee Choo Neo y est intronisée la même année, dans la catégorie « Santé ».